# Gryllotalpa oya
Gryllotalpa oya is een rechtvleugelig insect uit de familie veenmollen (Gryllotalpidae). De wetenschappelijke naam van deze soort is voor het eerst geldig gepubliceerd in 1928 door Tindale.